# Landschaftsschutzgebiet Vilgensee

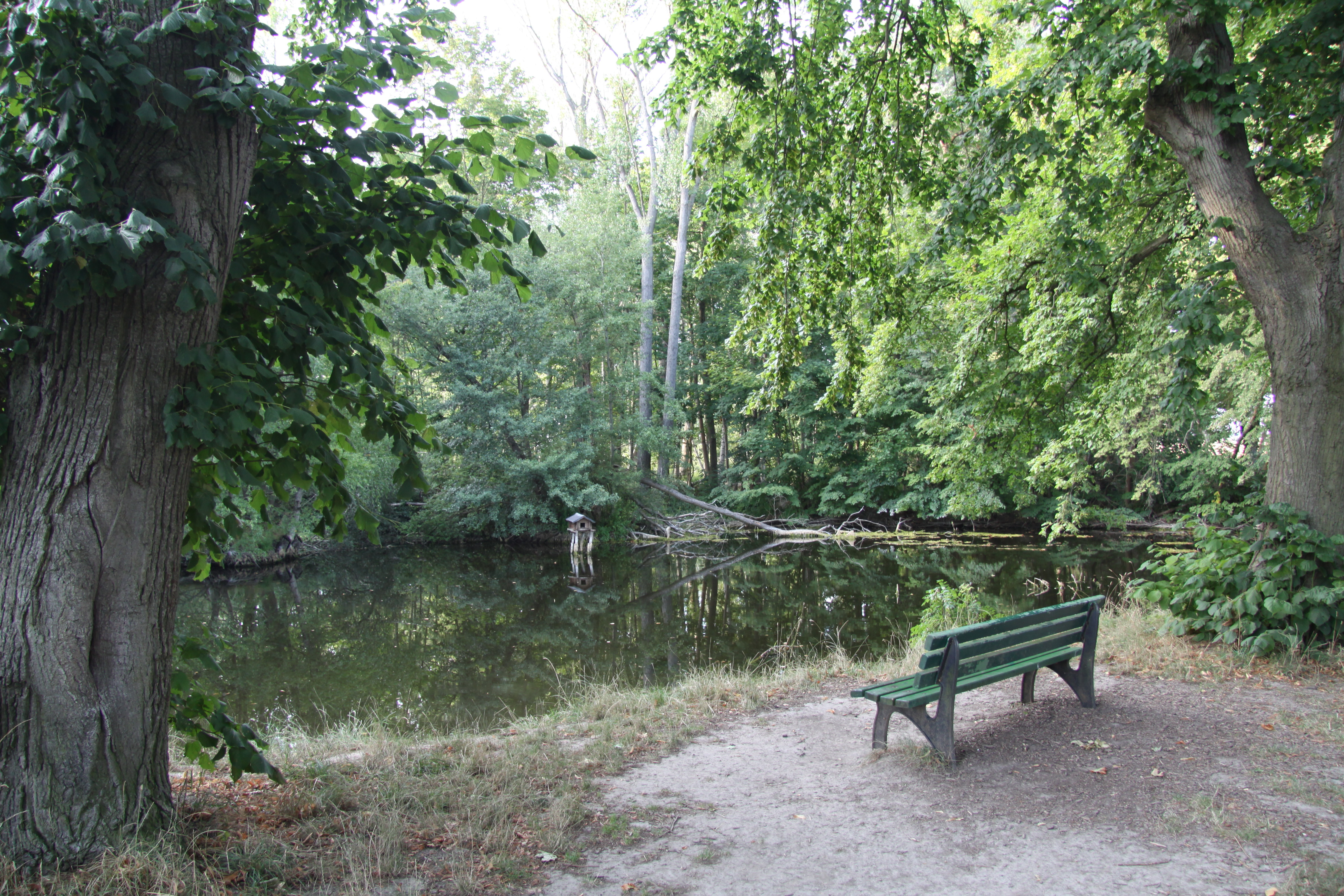
Weiher Vilgensee (August 2018)

Das Landschaftsschutzgebiet Vilgensee liegt 1,6 Kilometer westlich von Dettum und 4,1 Kilometer östlich von Ahlum im Landkreis Wolfenbüttel in Niedersachsen. Das 134 Hektar große Schutzgebiet mit dem namensgebenden Weiher Vilgensee wurde 1984 zum Landschaftsschutzgebiet erklärt.

## Charakter des Schutzgebiets
Koordinaten: 52° 10′ 18″ N, 10° 38′ 44″ O
Das Landschaftsschutzgebiet liegt zwischen landwirtschaftlich genutzten Feldern und Wiesen. Es handelt sich um ein zusammenhängendes Gebiet mit Feldgehölzen, einzeln stehenden Bäumen und zusammenhängenden Baum- und Gebüschgruppen. Der Bach Glue Riede fließt in naturnaher Gestalt zwischen Ufergehölzen hindurch. Eine Streuobstwiese, im Nordosten des Schutzgebiets gelegen, bereichert den vielfältigen Gehölzbestand.
Um den Vilgensee erheben sich hohe Bäume und Linden. Zahlreiche hohe Bäume um den See wurden bei einem Sturm im Jahr 2016 entwurzelt, sodass der Zugang zum namensgebenden Weiher im Naturschutzgebiet gesperrt werden musste. Seit 2018 ist der Weiher, der von einer Quelle gespeist wird, mit Fördermitteln der Stiftung Zukunftsfonds Asse wieder zugänglich gemacht worden.

## Geschichte

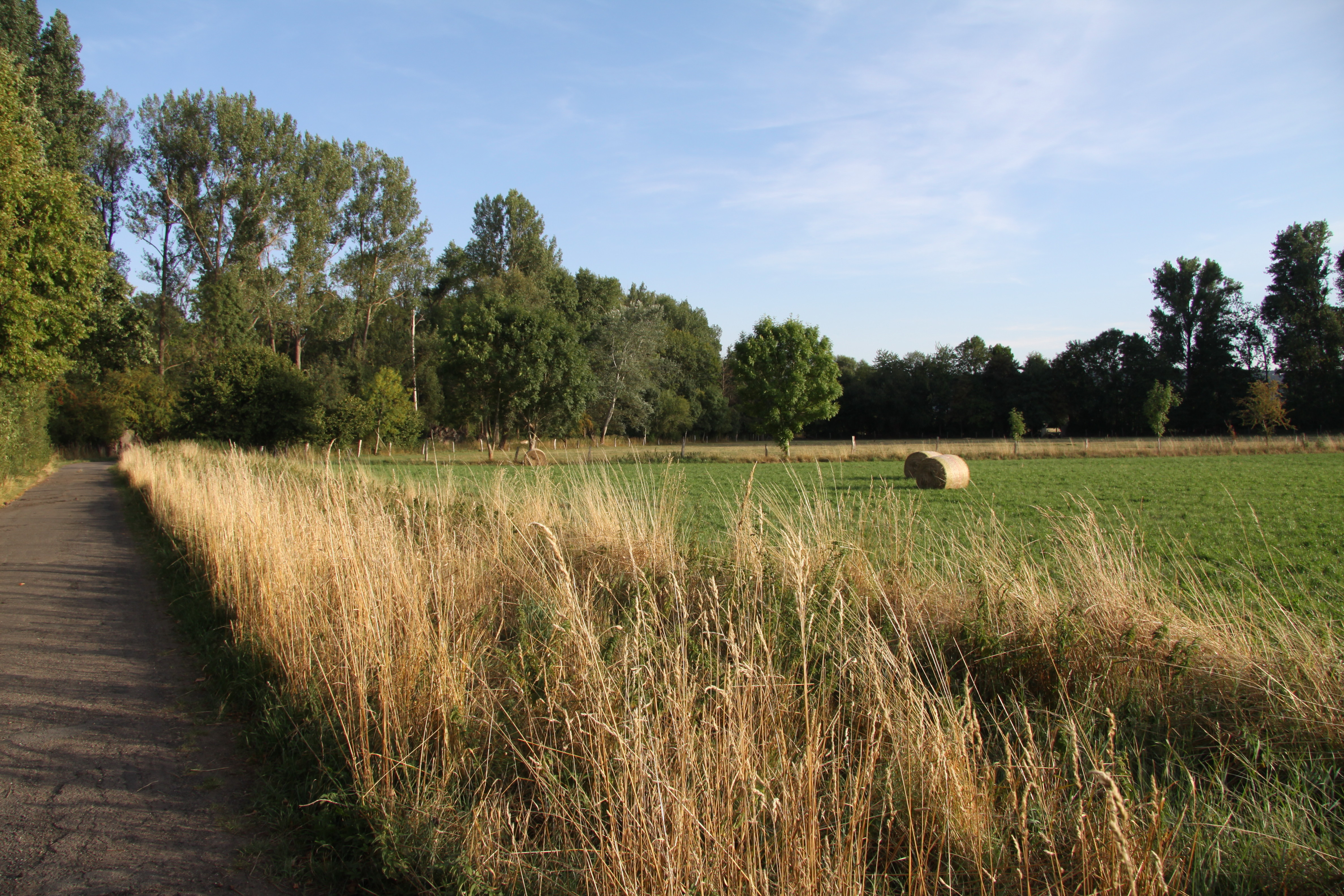
Das Schutzgebiet im Nordwesten (August 2018)

Das Gebiet war bereits seit 1948 geschützt und wurde 1984 zum Landschaftsschutzgebiet erklärt. Es wird angenommen, dass der Weiher Vilgensee ein altgermanisches Quellenheiligtum war. Um 1800 wurde der Weiher Villisee genannt und hatte die Größe von 1 1/4 Morgen.
Da westlich des Schutzgebiets ein Windpark geplant ist, befürchtet eine Bürgerinitiative, dass das Leben der Vögel im Naturschutzgebiet beeinträchtigt wird. Im Schutzgebiet nistet ein Rotmilan.

## Sonstiges
Wanderer und Radfahrern rasten im Sommer auf den Bänken an der Ostseite des Weihers Vilgensee, da ihnen die hohen Bäume am Weiher Schatten spenden
Der Autor Uwe Brackmann aus Wolfenbüttel schrieb in der Reihe „Detektei Lessing“ eine Kriminalgeschichte mit dem Titel „Die Tote vom Vilgensee“.